# 조지아 문자
조지아 문자(조지아어: ქართული დამწერლობა 카르툴리 담체를로바)는 조지아의 공용어인 조지아어에서 사용되는 문자이다. 기록에 따르면, 조지아 문자는 기원전 284년경에 이베리아의 국왕인 파르나바즈 1세에 의해 만들어졌다고 한다.
일부 아르메니아 학자들은 아르메니아 문자를 만든 성 메스로프 마슈토츠가 조지아 문자까지 함께 만들어다고 주장하기도 하나 조지아 학자들은 부인하고 있으며 널리 인정받는 학설은 아니다.

## 역사
역사적으로 조지아 문자는 서로 크게 다른 형태의 3가지 자체가 있었다. 아솜타브룰리체(조지아어: ასომთავრული), 누스후리체(조지아어: ნუსხური), 그리고 현재 사용되고 있는 므헤드룰리체(조지아어: მხედრული)다. 아솜타브룰리체는 자체가 큼직한 모양으로, 대문자 또는 둥근 문자로 부른다. 430년 조지아 문자의 기록이 처음 나타난 때부터 9세기 무렵까지 사용되었다. 9세기 이후에는 누스후리체로 넘어가는데, 이 글자는 글자의 모양이 작고, 좀 더 각진 모양을 띤다. 누스후리체는 11세기까지 사용되었으며, 주로 종교관계 문헌이나 장식 등에 사용되었는데, 이 두 종류의 문자는 종종 혼용되어, 로마자나 키릴문자의 대소문자처럼 어울려 쓰이기도 했다.(현재의 조지아 문자인 므헤드룰리체는 대/소문자의 구별이 없으며, 아솜타브룰리체와 누스후리체의 글자모양은 로마자의 대소문자보다 차이가 크다.) 현재도 이 두 문자는 종교 문자, 또는 교회 문자로 불리면서 종교관계의 용도로 쓰이고 있다.
13세기에 현재 쓰이고 있는 므헤드룰리체가 탄생하였는데, 이 문자는 세속 문자, 또는 군인 문자로 불렸으며, 종교 이외의 용도로 많이 쓰였다. 글자모양은 곡선을 다용한 미려한 형태이다. 시간이 지남에 따라, 므헤드룰리체는 점차 다른 두 문자를 몰아내고 조지아어의 표준 서체로 정립하였다. 그러나 두 문자도 여전히 제한된 영역과 용도에서 사용되고 있다.
조지아 문자의 탄생에는 여러 가지 설이 있다. 글자 배열을 보았을 때, 그리스 알파벳의 순서를 따르고 있는 점에서 그리스 문자의 영향을 받았다. 별도로 글자 모양 자체는 크게 공통점이 없는 점에서, 글자 모양은 독자적으로 만들어진 것으로 보인다.

## 음소 문자
이 표는 현재 모든 알파벳에서 사용되지 않는 문자(파란색 배경으로 표시됨), 조지아어에서는 사용되지 않는 문자(녹색 배경), 조지아어 이외의 언어에서 사용되는 추가 문자(분홍색 배경)를 포함하여 세 개의 문자를 병렬 열에 나열한다. "국가" 번역은 조지아 정부가 사용하는 시스템인 반면, "라즈"는 튀르키예에서 사용되는 라틴 라즈 알파벳이다. 표는 또한 문자들의 전통적인 숫자 값을 보여준다.
| 문자           | 문자       | 문자         | 문자         | 이름        | IPA                                   | 음가    | 음가     | 음가    | 음가 | 수값  |
| 아솜타브룰리체 | 누스후리체 | 므헤드룰리체 | 므타브룰리체 | 이름        | IPA                                   | 국가    | ISO 9984 | BGN     | 라즈 | 수값  |
| -------------- | ---------- | ------------ | ------------ | ----------- | ------------------------------------- | ------- | -------- | ------- | ---- | ----- |
| Ⴀ              | ⴀ          | ა            | Ა            | 아니        | /ɑ/, 스반어 /a, æ/                    | A a     | A a      | A a     | A a  | 1     |
| Ⴁ              | ⴁ          | ბ            | Ბ            | 바니        | /b/                                   | B b     | B b      | B b     | B b  | 2     |
| Ⴂ              | ⴂ          | გ            | Გ            | 가니        | /ɡ/                                   | G g     | G g      | G g     | G g  | 3     |
| Ⴃ              | ⴃ          | დ            | Დ            | 도니        | /d/                                   | D d     | D d      | D d     | D d  | 4     |
| Ⴄ              | ⴄ          | ე            | Ე            | 에니        | /ɛ/                                   | E e     | E e      | E e     | E e  | 5     |
| Ⴅ              | ⴅ          | ვ            | Ვ            | 비니        | /v/                                   | V v     | V v      | V v     | V v  | 6     |
| Ⴆ              | ⴆ          | ზ            | Ზ            | 제니        | /z/                                   | Z z     | Z z      | Z z     | Z z  | 7     |
| Ⴡ              | ⴡ          | ჱ            | Ჱ            | 헤          | /eɪ/, 스반어 /eː/                     | —       | Ē ē      | Ey ey   | —    | 8     |
| Ⴇ              | ⴇ          | თ            | Თ            | 타니        | /t⁽ʰ⁾/                                | T t     | Tʼ tʼ    | Tʼ tʼ   | T t  | 9     |
| Ⴈ              | ⴈ          | ი            | Ი            | 이니        | /i/                                   | I i     | I i      | I i     | I i  | 10    |
| Ⴉ              | ⴉ          | კ            | Კ            | 까니        | /kʼ/                                  | Kʼ kʼ   | K k      | K k     | Ǩ ǩ  | 20    |
| Ⴊ              | ⴊ          | ლ            | Ლ            | 라시        | /l/                                   | L l     | L l      | L l     | L l  | 30    |
| Ⴋ              | ⴋ          | მ            | Მ            | 마니        | /m/                                   | M m     | M m      | M m     | M m  | 40    |
| Ⴌ              | ⴌ          | ნ            | Ნ            | 나리        | /n/                                   | N n     | N n      | N n     | N n  | 50    |
| Ⴢ              | ⴢ          | ჲ            | Ჲ            | 히에        | /je/, 밍그렐어, 라즈어, & 스반어 /j/  | —       | Y y      | J j     | Y y  | 60    |
| Ⴍ              | ⴍ          | ო            | Ო            | 오니        | /ɔ/, 스반어 /ɔ, œ/                    | O o     | O o      | O o     | O o  | 70    |
| Ⴎ              | ⴎ          | პ            | Პ            | 빠리        | /pʼ/                                  | Pʼ pʼ   | P p      | P p     | P̌ p̌  | 80    |
| Ⴏ              | ⴏ          | ჟ            | Ჟ            | 자니        | /ʒ/                                   | Zh zh   | Ž ž      | Zh zh   | J j  | 90    |
| Ⴐ              | ⴐ          | რ            | Რ            | 라에        | /r/                                   | R r     | R r      | R r     | R r  | 100   |
| Ⴑ              | ⴑ          | ს            | Ს            | 사니        | /s/                                   | S s     | S s      | S s     | S s  | 200   |
| Ⴒ              | ⴒ          | ტ            | Ტ            | 따리        | /tʼ/                                  | Tʼ tʼ   | T t      | T t     | Ť t̆  | 300   |
| Ⴣ              | ⴣ          | ჳ            | Ჳ            | 비에        | /uɪ/, 스반어 /w/                      | —       | W w      | —       | —    | 400   |
| Ⴓ              | ⴓ          | უ            | Უ            | 우니        | /u/, 스반어 /u, y/                    | U u     | U u      | U u     | U u  | 400   |
| Ⴧ              | ⴧ          | ჷ            | Ჷ            | 은, 슈바    | 밍그렐어 & 스반어 /ə/                 | —       | —        | —       | —    | —     |
| Ⴔ              | ⴔ          | ფ            | Ფ            | 파리        | /p⁽ʰ⁾/                                | P p     | Pʼ pʼ    | Pʼ pʼ   | P p  | 500   |
| Ⴕ              | ⴕ          | ქ            | Ქ            | 카니        | /k⁽ʰ⁾/                                | K k     | Kʼ kʼ    | Kʼ kʼ   | K k  | 600   |
| Ⴖ              | ⴖ          | ღ            | Ღ            | 가니        | /ɣ/                                   | Gh gh   | Ḡ ḡ      | Gh gh   | Ğ ğ  | 700   |
| Ⴗ              | ⴗ          | ყ            | Ყ            | 까리        | /qʼ/                                  | Qʼ qʼ   | Q q      | Q q     | Q q  | 800   |
| —              | —          | ჸ            | Ჸ            | 엘리프      | 밍그렐어 & 스반어 /ʔ/                 | —       | —        | —       | —    | —     |
| Ⴘ              | ⴘ          | შ            | Შ            | 시니        | /ʃ/                                   | Sh sh   | Š š      | Sh sh   | Ş ş  | 900   |
| Ⴙ              | ⴙ          | ჩ            | Ჩ            | 치니        | /tʃ⁽ʰ⁾/                               | Ch ch   | Čʼ čʼ    | Chʼ chʼ | Ç ç  | 1000  |
| Ⴚ              | ⴚ          | ც            | Ც            | 차니        | /ts⁽ʰ⁾/                               | Ts ts   | Cʼ cʼ    | Tsʼ tsʼ | Ʒ ʒ  | 2000  |
| Ⴛ              | ⴛ          | ძ            | Ძ            | 질리        | /dz/                                  | Dz dz   | J j      | Dz dz   | Ž ž  | 3000  |
| Ⴜ              | ⴜ          | წ            | Წ            | 찔리        | /tsʼ/                                 | Tsʼ tsʼ | C c      | Ts ts   | Ǯ ǯ  | 4000  |
| Ⴝ              | ⴝ          | ჭ            | Ჭ            | 짜리        | /tʃʼ/                                 | Chʼ chʼ | Č č      | Ch ch   | Ç̌ ç̌  | 5000  |
| Ⴞ              | ⴞ          | ხ            | Ხ            | 하니        | /χ/                                   | Kh kh   | X x      | Kh kh   | X x  | 6000  |
| Ⴤ              | ⴤ          | ჴ            | Ჴ            | 카리, 하리  | /q⁽ʰ⁾/                                | —       | H̱ ẖ      | qʼ      | —    | 7000  |
| Ⴟ              | ⴟ          | ჯ            | Ჯ            | 자니        | /dʒ/                                  | J j     | J̌ ǰ      | J j     | C c  | 8000  |
| Ⴠ              | ⴠ          | ჰ            | Ჰ            | 하에        | /h/                                   | H h     | H h      | H h     | H h  | 9000  |
| Ⴥ              | ⴥ          | ჵ            | Ჵ            | 호에        | /oː/, 바츠어 /ʕ, ɦ/                   | —       | Ō ō      | —       | —    | 10000 |
| —              | —          | ჶ            | Ჶ            | 피          | 라즈어 /f/                            | —       | F f      | —       | F f  | —     |
| —              | —          | ჹ            | Ჹ            | 뒤집힌 가니 | 복음주의 문헌에서의 다게스탄 언어 /ɢ/ | —       | —        | —       | —    | —     |
| —              | —          | ჺ            | Ჺ            | 아이니      | 바츠어 /ʕ/                            | —       | —        | —       | —    | —     |
| —              | —          | ჼ            | —            | 수정자 나르 | 바츠어 /◌̃/ 앞모음의 비음화            | —       | —        | —       | —    | —     |
| Ⴭ              | ⴭ          | ჽ            | Ჽ            | 아엔        | 오세트어 /ə/                          | —       | —        | —       | —    | —     |
| —              | —          | ჾ            | Ჾ            | 경음부호    | 압하스어 앞자음의 연구개음화          | —       | —        | —       | —    | —     |
| —              | —          | ჿ            | Ჿ            | 연음부호    | 압하스어 앞자음의 순음화              | —       | —        | —       | —    | —     |

## 비카르트벨리어권 사용

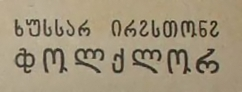
1940년 남오세티아에서 출판된 오세티아 민속에 관한 책에서 므헤드룰리체로 작성된 오세트어 텍스트. 조지아어에 없는 문자 ჶ [f] 및 ჷ [ə]를 볼 수 있다.

- 오세트어. 1940년대까지 사용되었다.[7]
- 압하스어. 1940년대까지 사용되었다.[8]
- 인구시어(역사적으로)는 나중에 17세기에 아랍 문자로 대체되었고 현대에는 키릴 문자로 대체되었다.[9]
- 체첸어는 17세기에 아랍 문자로, 현대에는 키릴 문자로 대체되었다.[10]
- 아바르어(역사적으로). 나중에 17세기에 아랍 문자로 대체되었고 현대에는 키릴 문자로 대체되었다.[11][12]
- 튀르키예어. 튀르키예 복음서, 사전, 시, 18세기의 학서적.[13]
- 페르시아어. 아랍어 복음서의 18세기 페르시아어 번역본은 트빌리시의 국립 필사본 센터에 보관되어 있다.
- 아르메니아어. 트빌리시의 아르메니아 공동체에서는 18세기와 19세기에 아르메니아어를 쓰기 위해 조지아 문자가 가끔씩 사용되었고, 이러한 종류의 문자의 일부 견본은 트빌리시의 조지아 국립 필사본 센터에 보관되어 있다.[14]
- 러시아어. 트빌리시에 있는 국립 필사본 센터의 소장품에는 18세기 말에서 19세기 초로 거슬러 올라가는 조지아 문자로 쓰여진 러시아어로 된 짧은 시 몇 편도 있다.
- 아제르바이잔어. 조지아에서 아제르바이잔어에 사용된디.[15]
- 기타 동북캅카스어파. 조지아 문자는 18세기를 기점으로 해당 지역에서의 조지아 선교활동과 관련하여 북캅카스어와 다게스타니어를 쓰는 데 사용되었다.[16]

## 컴퓨터 표기

조지아 문자 ღ (가니)는 종종 온라인에서 사랑이나 마음의 상징으로 사용된다.

조지아 문자 ლ (라시)는 이모티콘에서 손이나 주먹으로 사용되기도 한다(예: ლ(╹◡╹ლ)).

### 유니코드
최초의 조지아 문자는 1991년 10월 버전 1.0의 출시와 함께 유니코드 표준에 포함되었다. 조지아어 유니코드 블록을 작성함에 있어 중요한 역할은 카르트벨리어 연구의 언어학자인 독일인 요스트 기퍼트와 매킨토시 시스템용 조지아어 유니코드를 작성한 미국-아일랜드 언어학자이자 스크립트 인코더인 마이클 에버슨이 맡았다. 안톤 둠바체와 이라클리 가리바슈빌리(조지아 총리 이라클리 가리바슈빌리와 다른 인물)도 상당한 공헌을 했다
조지아어 므헤드룰리체는 조지아의 국제화 도메인 네임 문자(.გე)로 공식적인 지위를 받았다.
2018년 6월 유니코드 버전 11.0에서 므타브룰리체가 추가되었다. 이 문자는 므헤드룰리체와 비슷한 문자 형태를 가진 대문자이지만, 디센더는 베이스라인 위로 이동했고, 중앙 타원형은 더 넓었으며, 상단은 어센더 높이보다 약간 높았다.
 이 추가 이전에 글꼴 제작자들은 다양한 방식으로 므타브룰리체를 포함했다. 일부 글꼴은 쌍으로 제공되었으며, 하나는 소문자로, 다른 하나는 대문자로 구성했다. 일부 유니코드 글꼴은 므타브룰리체 형식을 아솜타브룰리체 범위(U+10A0-U+10CF) 또는 개인 사용 영역에 배치했으며, 일부 ASCII 기반 글꼴은 이를 ASCII 대문자에 매핑했다.

#### 블록
조지아 문자는 세 개의 유니코드 블록에서 찾을 수 있다. 첫 번째 블록(U+10A0–U+10FF)는 간단히 조지아어로 불린다. 므헤드룰리체(현대 조지아어)는 U+10D0–U+10FF 범위를 차지한다(아래 첫 번째 표의 하단에 표시됨). 아솜타브룰리체는 U+10A0–U+10CF 범위를 차지한다(동일한 표의 위쪽 절반에 표시됨). 두 번째 블록은 조지아어 보충(U+2D00–U+2D2F)이며 누스후리체가 포함되어 있다. 므타브룰리체 문자는 조지아 보충 블록(U+1C90–U+1CBF)에 포함된다.
므타브룰리체는 므헤드룰리체의 대문자로 정의되지만 타이틀 케이스가 아니며, 아솜타브룰리체는 누스후리체의 대문자와 타이틀 케이스로 정의된다.
| U+   | 0 | 1 | 2 | 3 | 4 | 5 | 6 | 7 | 8 | 9 | A | B | C | D | E | F |
| ---- | - | - | - | - | - | - | - | - | - | - | - | - | - | - | - | - |
| 10A0 | Ⴀ | Ⴁ | Ⴂ | Ⴃ | Ⴄ | Ⴅ | Ⴆ | Ⴇ | Ⴈ | Ⴉ | Ⴊ | Ⴋ | Ⴌ | Ⴍ | Ⴎ | Ⴏ |
| 10B0 | Ⴐ | Ⴑ | Ⴒ | Ⴓ | Ⴔ | Ⴕ | Ⴖ | Ⴗ | Ⴘ | Ⴙ | Ⴚ | Ⴛ | Ⴜ | Ⴝ | Ⴞ | Ⴟ |
| 10C0 | Ⴠ | Ⴡ | Ⴢ | Ⴣ | Ⴤ | Ⴥ |   | Ⴧ |   |   |   |   |   | Ⴭ |   |   |
| 10D0 | ა | ბ | გ | დ | ე | ვ | ზ | თ | ი | კ | ლ | მ | ნ | ო | პ | ჟ |
| 10E0 | რ | ს | ტ | უ | ფ | ქ | ღ | ყ | შ | ჩ | ც | ძ | წ | ჭ | ხ | ჯ |
| 10F0 | ჰ | ჱ | ჲ | ჳ | ჴ | ჵ | ჶ | ჷ | ჸ | ჹ | ჺ | ჻ | ჼ | ჽ | ჾ | ჿ |

### 키보드
Windows 조지아어의 키보드 배열은 다음과 같다.

## 같이 보기
- 조지아어
- 그리스 문자